# Chaaama
Chaaama é um álbum ao vivo da dupla sertaneja brasileira Zé Neto & Cristiano, lançado pela gravadora Som Livre em outubro de 2021.
Gravado durante a pandemia de COVID-19 no Brasil no parque aquático Hot Beach em Olímpia, o projeto foi originado a partir de uma live promovida pela dupla. Na ocasião, 12 canções inéditas foram tocadas, incluindo "Marcha de Núpcias" e "Vida Noturna", que já tinham sido contempladas no EP Voz e Violão (2020). Diferentemente dos trabalhos anteriores, em Chaaama a dupla começou a flertar com a pisadinha em algumas faixas.
Chaaama foi um sucesso comercial, sobretudo pelo desempenho do single "Você Beberia ou não Beberia?" e da canção "Ela e Ela", carros-chefe do trabalho.

## Antecedentes
No final de 2019, Zé Neto & Cristiano gravou Por Mais Beijos ao Vivo, um álbum cujo lançamento coincidiu com o início da pandemia de COVID-19 no Brasil. Em entrevista dada a Folha de S.Paulo, a dupla afirmou que o trabalho acabou provocando um prejuízo financeiro significativo para a dupla, que não teve a oportunidade de promover uma turnê do projeto. Por isso, a dupla decidiu que o trabalho posterior deveria ser mais modesto. Sobre a experiência, Zé Neto disse:

Foi um aprendizado, acho que tudo na vida tem um significado e, dessa vez, serviu para a gente também como um aprendizado que o menos é mais. Então, foi muito bacana, a gente aprendeu com a pandemia e com esse DVD também.
Em novembro de 2020, a dupla voltou a trazer músicas inéditas com Voz e Violão (2020), que também deu continuidade a outros extended plays (EPs) de sonoridade acústica feitos por Zé Neto & Cristiano. Nele, duas músicas apareceriam no futuro álbum com sonoridade elétrica: "Marcha de Núpcias" e "Vida Noturna".

## Gravação
O álbum foi gravado em 5 de junho de 2021 no Hot Beach, em Olímpia, interior de São Paulo. A gravação foi transmitida online com o título "Sunset". A produção musical foi assinada pelo tecladista Dudu Oliveira, que passou a assinar os álbuns da dupla desde Por Mais Beijos ao Vivo, e também por Wanderley Adorno. Além do sertanejo, a dupla decidiu trazer músicas com a sonoridade da pisadinha, como "Minha Vontade de Te Amar". Sobre a escolha, Cristiano disse que "é questão de gosto, não é modismo. A gente gosta muito da pisadinha e acho que o sertanejo está onde está pela flexibilidade que proporciona, de gravar com o sertanejo, o rock, o funk…".

## Lançamento
Chaaama foi lançado de forma completa em outubro de 2021 pela gravadora brasileira Som Livre. Como single, a dupla escolheu "Você Beberia ou não Beberia?", enquanto "Ela e Ela" também foi trabalhada com ênfase pelos músicos.

## Faixas
1. "Você Beberia ou não Beberia?"
2. "Ela e Ela"
3. "Vamo Tomar Uma"
4. "Fica pra Dormir"
5. "Botequinho"
6. "Beijou Meia Cidade"
7. "Minha Vontade de Te Amar"
8. "Chaaama"
9. "Marcha de Núpcias"
10. "Vida Noturna"